# جمال بلخضر
جمال بلخضر هو صيدلي مغربي من مواليد 5 يناير 1947 بمدينة طنجة)، حاصل على دكتوراه في علوم الحياة، باحث مغربي/فرنسي في مجال الأعشاب الطبية الشعبية  وعلم النباتات الشعبي . وقد تميز بتوثيقه الدقيق للصيدلة الأمازيغية  من خلال مؤلفاته .
يشغل منصب مدير مجلة "البيروني"، وهي مجلة مغربية متخصصة في علم الأدوية الطبيعية إضافة إلى الدراسات الطبية الشعبية  والعلوم النباتية  التطبيقية، و قد أسسها سنة  1985، كما يرأس جمعية "بذور بابل"، وهي جمعية فرنسية تدعم التنمية المستدامة. و هو يعمل حاليًا باحثًا في كل من فرنسا، بمدينة "ميتز"، وفي المغرب، بالرباط.
و حصل ثلاث مرات على جائزة المغرب في الفئة العلمية نظير أعماله المنشورة حول النباتات الطبية والتقاليد المغربية : عام 1979 عن كتاب "الطب الشعبي  والسموم في غرب الصحراء الكبرى "، و عام 1997 عن كتاب "الصيدلة المغربية الشعبية "، و عام 2004 عن كتابه "المغرب من خلال نباتاته.